# Élections législatives de 1962 dans les Alpes-Maritimes
Les élections législatives françaises de 1962 se déroulent les 18 et 25 novembre 1962. Dans le département des Alpes-Maritimes, six députés sont à élire dans le cadre de six circonscriptions.

## Élus
| Circonscription | Député sortant                                      | Parti | Parti   | Député élu ou réélu         | Parti | Parti   |
| --------------- | --------------------------------------------------- | ----- | ------- | --------------------------- | ----- | ------- |
| 1re             | Pierre Pasquini                                     |       | UNR     | Pierre Pasquini             |       | UNR-UDT |
| 2e              | Jean Médecin                                        |       | Radcent | Diomède Catroux             |       | UNR-UDT |
| 3e              | Léon Teisseire                                      |       | UNR     | Édouard Corniglion-Molinier |       | UNR-UDT |
| 4e              | Francis Palmero                                     |       | Radcent | Francis Palmero             |       | CR      |
| 5e              | Maxime Roustan suppléant de Bernard Cornut-Gentille |       | UNR     | Bernard Cornut-Gentille     |       | Radcent |
| 6e              | Pierre Ziller                                       |       | UNR     | Pierre Ziller               |       | UNR-UDT |

## Résultats

### Résultats à l'échelle du département
| Parti          | Parti                                          | Premier tour | Premier tour | Second tour | Second tour | Sièges |
| Parti          | Parti                                          | Voix         | %            | Voix        | %           | Sièges |
| -------------- | ---------------------------------------------- | ------------ | ------------ | ----------- | ----------- | ------ |
|                | Union pour la nouvelle République (UDT)        | 83 717       | 34,95        | 100 210     | 52,76       | 4      |
|                | Divers droite (gaulliste)                      | 7 826        | 3,27         | 1 223       | 0,64        | 0      |
|                | Modérés                                        | 4 021        | 1,68         | Retrait     | Retrait     | 0      |
|                | Majorité présidentielle                        | 95 564       | 39,90        | 101 433     | 53,40       | 4      |
|                |                                                |              |              |             |             |        |
|                | Centre républicain                             | 28 585       | 11,94        | 20 076      | 10,57       | 1      |
|                | Centre national des indépendants et paysans    | 8 531        | 3,56         | Retrait     | Retrait     | 0      |
|                | Centre démocratique                            | 37 116       | 15,50        | 20 076      | 10,57       | 1      |
|                |                                                |              |              |             |             |        |
|                | Parti communiste français                      | 60 776       | 25,38        | 68 429      | 36,03       | 0      |
|                | Radicaux centristes                            | 34 477       | 14,40        | Retrait     | Retrait     | 1      |
|                | Section française de l'Internationale ouvrière | 8 700        | 3,63         | Retrait     | Retrait     | 0      |
|                | Union et fraternité française                  | 1 610        | 0,67         |             |             | 0      |
|                | Parti socialiste unifié                        | 1 261        | 0,53         | 0           |             |        |
|                |                                                |              |              |             |             |        |
| Inscrits       | Inscrits                                       | 357 735      | 100,00       | 292 908     | 100,00      | 6      |
| Abstentions    | Abstentions                                    | 111 647      | 31,21        | 92 290      | 31,51       |        |
| Votants        | Votants                                        | 246 088      | 68,79        | 200 618     | 68,49       |        |
| Blancs et nuls | Blancs et nuls                                 | 6 584        | 2,68         | 10 680      | 5,32        |        |
| Exprimés       | Exprimés                                       | 239 504      | 97,32        | 189 938     | 94,68       |        |

### Résultats par circonscription

#### Première circonscription (Nice-I)
| Candidat       | Candidat                      | Parti          | Premier tour | Premier tour | Second tour | Second tour |  |
| Candidat       | Candidat                      | Parti          | Voix         | %            | Voix        | %           |  |
| -------------- | ----------------------------- | -------------- | ------------ | ------------ | ----------- | ----------- |  |
|                | Pierre Pasquini sortant réélu | UNR-UDT        | 17 938       | 45,18        | 22 015      | 55,25       |  |
|                | Virgile Barel                 | PCF            | 14 739       | 37,13        | 17 828      | 44,75       |  |
|                | Jacques Peyrat                | CNIP           | 3 747        | 9,44         | Retrait     | Retrait     |  |
|                | Jacques Toussaint             | Radcent        | 3 276        | 8,25         | Retrait     | Retrait     |  |
|                | Jacques Bounin                | Extrême gauche | 0            | 0            |             |             |  |
|                |                               |                |              |              |             |             |  |
| Inscrits       | Inscrits                      | Inscrits       | 58 831       | 100,00       | 58 881      | 100,00      |  |
| Abstentions    | Abstentions                   | Abstentions    | 17 886       | 30,4         | 16 812      | 28,55       |  |
| Votants        | Votants                       | Votants        | 40 945       | 69,6         | 42 069      | 71,45       |  |
| Blancs et nuls | Blancs et nuls                | Blancs et nuls | 1 245        | 3,04         | 2 226       | 5,29        |  |
| Exprimés       | Exprimés                      | Exprimés       | 39 700       | 96,96        | 39 843      | 94,71       |  |

#### Deuxième circonscription (Nice-II)
| Candidat       | Candidat               | Parti          | Premier tour | Premier tour | Second tour | Second tour |  |
| Candidat       | Candidat               | Parti          | Voix         | %            | Voix        | %           |  |
| -------------- | ---------------------- | -------------- | ------------ | ------------ | ----------- | ----------- |  |
|                | Diomède Catroux élu    | UNR-UDT        | 16 061       | 41,11        | 22 121      | 63,70       |  |
|                | Jacques Médecin        | CR             | 9 691        | 24,81        | 2 207       | 6,35        |  |
|                | Madeleine Milon-Faraut | PCF            | 6 702        | 17,16        | 10 401      | 29,95       |  |
|                | Thérèse Roméo          | SFIO           | 3 954        | 10,12        | Retrait     | Retrait     |  |
|                | José Machiavello       | CNIP           | 1 867        | 4,78         |             |             |  |
|                | Camille Madier         | UFF            | 789          | 2,02         |             |             |  |
|                |                        |                |              |              |             |             |  |
| Inscrits       | Inscrits               | Inscrits       | 58 537       | 100,00       | 58 537      | 100,00      |  |
| Abstentions    | Abstentions            | Abstentions    | 18 556       | 31,7         | 21 139      | 36,11       |  |
| Votants        | Votants                | Votants        | 39 981       | 68,3         | 37 398      | 63,89       |  |
| Blancs et nuls | Blancs et nuls         | Blancs et nuls | 917          | 2,29         | 2 669       | 7,14        |  |
| Exprimés       | Exprimés               | Exprimés       | 39 064       | 97,71        | 34 729      | 92,86       |  |

#### Troisième circonscription (Nice-III - Puget-Théniers)
| Candidat       | Candidat                        | Parti                     | Premier tour | Premier tour | Second tour | Second tour |  |
| Candidat       | Candidat                        | Parti                     | Voix         | %            | Voix        | %           |  |
| -------------- | ------------------------------- | ------------------------- | ------------ | ------------ | ----------- | ----------- |  |
|                | Édouard Corniglion-Molinier élu | UNR-UDT                   | 10 566       | 28,32        | 20 656      | 57,6        |  |
|                | Charles Caressa                 | PCF                       | 9 313        | 24,96        | 13 982      | 38,99       |  |
|                | Léon Teisseire sortant          | Divers droite (Gaulliste) | 7 826        | 20,97        | 1 223       | 3,41        |  |
|                | Victor Robini                   | Radcent                   | 5 976        | 16,02        | Retrait     | Retrait     |  |
|                | Marcel Sableau                  | CR                        | 1 549        | 4,15         |             |             |  |
|                | Jean Walter                     | PSU                       | 1 261        | 3,38         |             |             |  |
|                | Jean Griseri                    | UFF                       | 821          | 2,2          |             |             |  |
|                |                                 |                           |              |              |             |             |  |
| Inscrits       | Inscrits                        | Inscrits                  | 57 745       | 100,00       | 57 738      | 100,00      |  |
| Abstentions    | Abstentions                     | Abstentions               | 19 135       | 33,14        | 19 493      | 33,76       |  |
| Votants        | Votants                         | Votants                   | 38 610       | 66,86        | 38 245      | 66,24       |  |
| Blancs et nuls | Blancs et nuls                  | Blancs et nuls            | 1 298        | 3,36         | 2 384       | 6,23        |  |
| Exprimés       | Exprimés                        | Exprimés                  | 37 312       | 96,64        | 35 861      | 93,77       |  |

#### Quatrième circonscription (Menton)
| Candidat       | Candidat                      | Parti          | Premier tour | Premier tour | Second tour | Second tour |  |
| Candidat       | Candidat                      | Parti          | Voix         | %            | Voix        | %           |  |
| -------------- | ----------------------------- | -------------- | ------------ | ------------ | ----------- | ----------- |  |
|                | Francis Palmero sortant réélu | CR             | 17 345       | 45,71        | 17 869      | 47,56       |  |
|                | Paul Renoir                   | UNR-UDT        | 10 949       | 28,85        | 9 661       | 25,71       |  |
|                | André Vanco                   | PCF            | 9 654        | 25,44        | 10 043      | 26,73       |  |
|                |                               |                |              |              |             |             |  |
| Inscrits       | Inscrits                      | Inscrits       | 53 737       | 100,00       | 54 329      | 100,00      |  |
| Abstentions    | Abstentions                   | Abstentions    | 14 796       | 27,53        | 15 933      | 29,33       |  |
| Votants        | Votants                       | Votants        | 38 941       | 72,47        | 38 396      | 70,67       |  |
| Blancs et nuls | Blancs et nuls                | Blancs et nuls | 993          | 2,55         | 823         | 2,14        |  |
| Exprimés       | Exprimés                      | Exprimés       | 37 948       | 97,45        | 37 573      | 97,86       |  |

#### Cinquième circonscription (Cannes - Antibes)
|                | Bernard Cornut-Gentille sortant réélu | Radcent        | 25 225 | 57,25  |  |  |  |
|                | René Bussoz                           | UNR-UDT        | 9 813  | 22,27  |  |  |  |
|                | Henri Pourtalet                       | PCF            | 9 026  | 20,48  |  |  |  |
|                |                                       |                |        |        |  |  |  |
| Inscrits       | Inscrits                              | Inscrits       | 65 465 | 100,00 |  |  |  |
| Abstentions    | Abstentions                           | Abstentions    | 20 349 | 31,08  |  |  |  |
| Votants        | Votants                               | Votants        | 45 116 | 68,92  |  |  |  |
| Blancs et nuls | Blancs et nuls                        | Blancs et nuls | 1 052  | 2,33   |  |  |  |
| Exprimés       | Exprimés                              | Exprimés       | 44 064 | 97,67  |  |  |  |

#### Sixième circonscription (Grasse)
| Candidat       | Candidat                    | Parti          | Premier tour | Premier tour | Second tour | Second tour |  |
| Candidat       | Candidat                    | Parti          | Voix         | %            | Voix        | %           |  |
| -------------- | --------------------------- | -------------- | ------------ | ------------ | ----------- | ----------- |  |
|                | Pierre Ziller sortant réélu | UNR-UDT        | 18 390       | 44,4         | 25 757      | 61,43       |  |
|                | Jean Cuméro                 | PCF            | 11 342       | 27,39        | 16 175      | 38,57       |  |
|                | Christian Pineau            | SFIO           | 4 746        | 11,46        | Retrait     | Retrait     |  |
|                | Marius Issert               | Modérés        | 4 021        | 9,71         | Retrait     | Retrait     |  |
|                | Claude Challiol             | CNIP           | 2 917        | 7,04         | Retrait     | Retrait     |  |
|                |                             |                |              |              |             |             |  |
| Inscrits       | Inscrits                    | Inscrits       | 63 420       | 100,00       | 63 423      | 100,00      |  |
| Abstentions    | Abstentions                 | Abstentions    | 20 925       | 32,99        | 18 913      | 29,82       |  |
| Votants        | Votants                     | Votants        | 42 495       | 67,01        | 44 510      | 70,18       |  |
| Blancs et nuls | Blancs et nuls              | Blancs et nuls | 1 079        | 2,54         | 2 578       | 5,79        |  |
| Exprimés       | Exprimés                    | Exprimés       | 41 416       | 97,46        | 41 932      | 94,21       |  |